# Sławomir Bukowski
Sławomir Ireneusz Bukowski (ur. 1956) – polski ekonomista i nauczyciel akademicki, profesor zwyczajny oraz rektor Uniwersytetu Radomskiego im. Kazimierza Pułaskiego, profesor nauk ekonomicznych.

## Życiorys
W 1979 ukończył studia magisterskie na Wydziale Ekonomicznym w Radomiu Politechniki Świętokrzyskiej. 17 grudnia 1986 na Wydziale Nauk Ekonomicznych Uniwersytetu Warszawskiego, na podstawie rozprawy Kooperacja przemysłowa Polski z krajami RWPG, uzyskał stopień naukowy doktora nauk ekonomicznych w zakresie ekonomii. Natomiast 29 listopada 2004 na Wydziale Ekonomii i Stosunków Międzynarodowych Akademii Ekonomicznej w Krakowie, na podstawie rozprawy Teoretyczne podstawy i realizacja unii monetarnej krajów członkowskich Wspólnot Europejskich. Szanse i zagrożenia dla Polski, uzyskał stopień naukowy doktora habilitowanego nauk ekonomicznych w zakresie ekonomii. W 2011 wydana została jego książka profesorska pt. Międzynarodowa integracja rynków finansowych. 17 lipca 2013 został mu nadany tytuł naukowy profesora nauk ekonomicznych. Odbył staże naukowe w The Vienna Institute for International Economic Studies (Austria, 1984) oraz na Uniwersytecie Moskiewskim (Rosja, 1988).
1 października 1979 podjął pracę na Wydziale Ekonomicznym Politechniki Świętokrzyskiej, w ośrodku radomskim (po jego usamodzielnieniu – Wyższa Szkoła Inżynierska i Politechnika Radomska, a obecnie Uniwersytet Technologiczno-Humanistyczny). W latach 1987–1988 był zastępcą dyrektora Instytutu Nauk Społecznych Wyższej Szkoły Inżynierskiej. Od 1996 do 2002, przez dwie kolejne kadencje, pełnił funkcję prodziekana na Wydziale Ekonomicznym Politechniki Radomskiej, a w latach 2008–2012, przez jedną kadencję, był dziekanem tego wydziału. W 2012 został wybrany prorektorem ds. rozwoju kadry i współpracy z zagranicą na czteroletnią kadencję.
Do 2006 pracował w Katedrze Międzynarodowych Stosunków Gospodarczych i Integracji Gospodarczej Wydziału Ekonomicznego Politechniki Radomskiej, której kierownikiem był prof. Józef Misala. 1 września 2006 został kierownikiem zainicjowanej przez siebie na tym wydziale Katedry Biznesu i Finansów Międzynarodowych, którą kieruje do chwili obecnej. Pracował także w innych polskich uczelniach: w Prywatnej Wyższej Szkole Ochrony Środowiska w Radomiu – Wydział Ochrony Środowiska, w Wyższej Szkole Finansów i Bankowości w Radomiu (obecnie Radomska Szkoła Wyższa) – Wydział Ekonomiczny oraz w Wyższej Szkole Handlowej im. Bolesława Markowskiego w Kielcach – Wydział Zamiejscowy w Tarnobrzegu, a także na kilku uczelniach europejskich w ramach programu Erasmus
Jego dorobek naukowy (również współautorstwo) zawiera się w ponad 150 publikacjach naukowych krajowych i zagranicznych (w tym na liście filadelfijskiej). Jest także autorem lub współautorem ponad 150 ekspertyz biznesowych. Jego zainteresowania naukowe skupiają się głównie wokół międzynarodowych stosunków gospodarczych oraz rynków finansowych.
W latach 80. i 90. ubiegłego wieku, równocześnie z działalnością naukową i dydaktyczną, pracował w przemyśle państwowym i sektorze prywatnym, jako specjalista, główny księgowy, doradca i prezes zarządu. Włada językiem angielskim i rosyjskim.

### Członkostwa w organizacjach
- European Association of Development Research and Training Institutes
- International Atlantic Economic Society
- American Economic Association
- Society for the Study of Emerging Markets
- Association for Comparative Economic Studies
- Komisja Nauk Towaroznawczych Oddziału PAN w Poznaniu
- Towarzystwo Ekonomistów Polskich

## Nagrody i odznaczenia
- Złoty Krzyż Zasługi (2013)
- Srebrny Krzyż Zasługi (2000)
- Medal Komisji Edukacji Narodowej (2000)
- Złoty Medal za Długoletnią Służbę (2011)
- Brązowy Medal za Zasługi dla Policji (2023)[1]
- Nagroda Indywidualna Ministra Edukacji Narodowej i Sportu za habilitację (2005)
- Nagroda Zespołowa J.M. Rektora Politechniki Radomskiej (2007)
- Nagrody Indywidualne J.M. Rektora Politechniki Radomskiej za osiągnięcia naukowe (2008, 2009, 2010)